# Emma Lohoues
Emma Lohoues, née Yedmeli Lohouès Emmanuela est une mannequinne, présentatrice télé et actrice ivoirienne de l'ethnie Adjoukrou née  à Dabou  le 17 avril 1986.

## Biographie
Emma Lohoues est née le 17 avril 1986. Après sa réussite au baccalauréat en 2005, elle obtient en 2007 un BTS de communication d'entreprise. Dès sa majorité, elle fait quelques apparitions dans la série ivoirienne Classe A produite par Martika Production.

## Vie artistique
Emma Lohoues fait sa première apparition dans la série ivoirienne Classe A produite par Martika Production. Ensuite, elle interprète le rôle d’Estelle dans le film  Le Mec Idéal d'Owell Brown.
Après ce film, elle décroche l’Étalon de Bronze au FESPACO 2011 et remporte le 1er Prix du meilleur film de fiction au FESTICAB 2011 (Festival International du Cinéma et de l’Audiovisuel du Burundi). Pour ce rôle, Emma Lohoues obtient le Prix de la meilleure comédienne au Festival international du film de Khouribga 2011 au Maroc et le Prix de la meilleure actrice au 20e China Golden Rooster & Hundred Flowers Film Festival 2011 à Hefei en Chine.
Puis, elle tourne en janvier 2012 à la Guadeloupe, les pilotes de la série Villa Karayib. Elle reçoit par la suite un « Cœur de Cristal » des mains du Premier Ministre Belge, Elio Di Rupo, lors du 28e Festival International du film d’amour de Mons en Belgique avant de s’envoler au Festival de Cannes 2012 pour y présenter Le Mec Idéal au Cannes Film Market. En juin de la même année, elle est la maîtresse de cérémonie aux Écrans Noirs à Yaoundé au Cameroun.
Elle est choisie pour être la marraine de la « 1re Nuit de la série Africaine » au Festival panafricain du cinéma et de la télévision de Ouagadougou 2013. Devenue une des vedettes ivoiriennes de la télé et du cinéma, elle anime les nuits dans les clubs de la capitale, Abidjan, et prête main-forte à quelques artistes ivoiriens tels que Dj Arafat, en apparaissant dans leurs clips musicaux. Dans Kognini, le clip de Espoir 2000, Emma Lohoues interprète le rôle de la femme trompée. Pour clore l’année 2013, elle s’envole vers la Guadeloupe pour y camper le personnage d'Akissi Kouadio dans Villa Karayib, une série de 70 épisodes coproduite par Canal+.
Début 2014, pour sa deuxième collaboration avec le réalisateur Owell Brown, elle interprète le personnage d'Affoué SainClair dans son troisième long métrage intitulé Braquage à l’Africaine. Fin 2015, elle retrouve en Guadeloupe l’équipe de Villa Karayib pour le tournage de la saison 2 de cette série.
Puis, elle fait une pause pour devenir maman d’un petit garçon.
L’année 2016 la conduit vers le divertissement puisqu’elle présente la saison 2 de Koiffure Kitoko, une téléréalité sur la coiffure de la chaine A+ du groupe Canal+. Le réalisateur congolais, Didier Ndenga, la choisit peu de temps après pour incarner Peli dans son long métrage Les Sauvages tourné à Abidjan. Puis elle revient à la série avec Aïssa réalisée par Jean Roke Patoudem,.
Elle tourne en 2020 la série Assinie du réalisateur Erico sery ou elle joue le rôle de Dominique Leroy.
La même année  elle fait partie du casting de la téléréalité "Les Lifeuses", diffusée en exclusivité sur Life TV.
Le 23 septembre 2022, invitée d’honneur du maire Sylvester Turner, maire de la ville de Houston, Emma Lohoues a été distinguée « citoyen d’honneur et ambassadeur de bonne volonté ». Cela s'est tenu lors d’une réception VIP suivie par un Gala du premier sommet Houston Afrique.

## Autres activités
Elle est fondatrice d’une fondation pour enfants et propriétaire d’un salon de beauté dans sa totalité.

## Filmographie

### Cinéma
- 2006: Class'A: Martika Production
- 2011 : Le Mec idéal d'Owell Brown : Domonique
- 2015 : Braquage à l'africaine d'Owell Brown

### Télévision
- 2014 : Villa Karayib (série télévisée) : Akissi
- 2018 : Aissa (série télévisée) : Lena
- 2019 : Assinie (série télévisée) : Dominique (5 épisodes)